# Intet kan mig skilja från Guds kärlek
Intet kan mig skilja från Guds kärlek är en psalm med text från Romarbrevet 8:38-39. Musiken är komponerad 1960 av Torgny Erséus. Texten bearbetades 1960 av Åke Jonsson.

## Publicerad i
- Herren Lever 1977 som nummer 908 under rubriken "Att leva av tro - Tro - trygghet".[2]
- Psalmer och Sånger 1987 som nummer 782 under rubriken "Psaltarpsalmer och andra sånger ur bibeln - Bibelvisor".[1]